# Slag om Deir ez-Zor
De Slag om Deir ez-Zor is een militaire confrontatie tussen de Syrische strijdkrachten en het Vrije Syrische Leger tijdens de Syrische Burgeroorlog (2011-2012) in de oostelijke Syrische provincie Deir ez-Zor, aan de grens met Irak. Maandenlange gevechten hebben ertoe geleid dat de oppositie delen van de provincie in handen heeft gekregen.

## Eerste schermutselingen
Vanaf maart vonden er grote demonstraties plaats in Deir ez-Zor. Onbekende personen hebben hierbij het vuur geopend, wat aan tientallen burgers het leven kostte. Het Vrije Syrische Leger kreeg in Deir ez-Zor al vrij snel voet aan de grond, mede door de stroom van wapens en strijders vanuit Irak. Op het platteland wist het Vrije Syrische Leger al vrij snel vrije zones te vormen van waaruit men aanvallen uitvoerde op het regeringsleger. De regeringstroepen bleven echter wel de baas in de grotere steden en nederzettingen van Deir ez-Zor, mede door het gebruik van zware wapens als tanks en gevechtsvoertuigen.
Door de inval van extremistische jihadisten die uit verschillende werelddelen komen, zijn de burgers de dupe. De burgers lijden onder deze inval en schending van mensenrechten door jihadisten uit verschillende werelddelen.
Voordat het Vrije Syrische Leger aanviel was het een vredige stad. Pas in mei begonnen de Syrische Strijdkrachten zich ermee te bemoeien nadat al tientallen politieagenten in de stad om het leven waren gekomen door aanvallen. Toen het Syrische Leger de stad binnen wou trekken, verloren zij vijftien soldaten. Waaronder één officier die geraakt werd door een sluipschutter die van 1000 meter afstand schoot. Het ging hier om getrainde en voorbereide aanvallen die geleid werden door getrainde en bewapende jihadisten van niet Syrische afkomst, of zeer extreme Syrische religieuzen. (Manifacturing Dissent, 2013).

## Rebellenoffensief
Sinds januari 2012 is het Vrije Syrische Leger ook in Deir ez-Zor steeds vaker tot de aanval overgegaan. Hierbij hebben de rebellen grote gebieden in de provincie in handen weten te krijgen, voornamelijk op het platteland en in kleine dorpen aan de grens met Irak. Ten dele werd deze plotselinge winst veroorzaakt door de veranderende houding van veel soennitische stammen in de regio, die zich van het regime van Assad afkeerden en de kant van de oppositie kozen. In de stad Deir ez-Zor zelf leidden maandenlange gevechten ertoe dat het Vrije Syrische Leger de controle kreeg over de gehele stad.

## Bombardementen en gevechten
In juni, nadat heel de stad Deir ez-Zor in handen van het Vrije Syrische Leger was gevallen, begonnen regeringstroepen met het beschieten van stadswijken en opstandige dorpen rondom Deir ez-Zor. Groepen soldaten met tanks en helikopters vielen dorpen aan in een poging strijders van het Vrije Syrische Leger uit te roken. Deze tactieken hebben geleid tot een sterke toename van het aantal burgerslachtoffers in en rondom Deir ez-Zor. 
Op 19 juni nam het Vrije Syrische Leger de controle over in de stad Abu Kamal, aan de grens met Irak, en kreeg daarmee de belangrijke grenspost tussen Irak en Syrië in handen. Het leger bombardeert Abu Kamal, maar het Vrije Syrische Leger is volgens activisten, rebellen en inwoners van de Iraakse stad Al-Qa'im nog steeds in het bezit van de stad en de grenspost.
Tussen augustus en december 2011 nam de invloed van het Vrije Syrische Leger in de provincie toe. Het strategische vliegveld Hamdan nabij Abu Kamal werd door de rebellen veroverd. Enkele dagen later viel de laatste militaire basis nabij de stad Mayadin. Bij deze twee operaties werden ruim 50 loyalisten gedood. Twee van de drie olievelden in de provincie kwamen in handen van de rebellen, die de olie gebruikten om wapens en voorraden aan te voeren. In Deir ez-Zor waren de loyalisten teruggedrongen tot twee bases aan de stadsranden. Hiermee was 90% van de provincie in handen gevallen van het Vrije Syrische Leger.